# بوب لودفيغ
بوب لودفيغ (بالإنجليزية: Bob Ludwig)‏ هو مهندس ومهندس الصوت أمريكي، ولد في 1945.

## وصلات خارجية
- بوب لودفيغ على موقع ميوزك برينز (الإنجليزية)
- بوب لودفيغ على موقع أول ميوزيك (الإنجليزية)
- بوب لودفيغ على موقع ديسكوغز (الإنجليزية)